# 피루브산 탈수소효소 키네이스 4
피루브산 탈수소효소 키네이스 4(영어: pyruvate dehydrogenase kinase 4, PDK4)는 사람에서 PDK4 유전자에 의해 암호화되는 효소이다. 피루브산 탈수소효소 리포아마이드 키네이스 동질효소 4, 미토콘드리아(영어: pyruvate dehydrogenase lipoamide kinase isozyme 4, mitochondrial)라고도 한다. PDK4는 피루브산 탈수소효소 키네이스(PDK)의 동질효소를 암호화한다.
이 유전자는 피루브산 탈수소효소 키네이스(PDK)/가지사슬 케토산 탈수소효소 키네이스(BCKDK) 단백질 키네이스 패밀리의 구성원이며, 히스티딘 키네이스 도메인이 있는 미토콘드리아 단백질을 암호화한다. 이 단백질은 미토콘드리아 기질에 위치하며 소단위체 중 하나를 인산화하여 피루브산 탈수소효소 복합체를 저해하고 포도당과 아미노산의 산화로 생성되는 피루브산을 아세틸-CoA로 전환되는 것을 감소시키며 포도당 대사의 조절에 기여한다. 이 유전자의 발현은 당질 코르티코이드, 레티노산 및 인슐린에 의해 조절된다. PDK4는 동면 중에 증가하며, 시트르산 회로로 들어가 ATP로 전환되는데 사용되는 아세틸-CoA로의 전환을 감소시켜 물질대사를 감소시키고 포도당을 보존하는 데 도움을 준다.

## 구조
PDK4 유전자에 의해 암호화된 성숙한 단백질은 그 서열에 294개의 아미노산을 포함하고 있다. 활성 단백질을 형성하기 위해 두 개의 폴리펩타이드 사슬이 함께 모여 열린 입체구조를 형성한다. 구체적으로 두 개의 소단위체가 함께 모여 뉴클레오타이드 결합 포켓을 형성한다. 이 포켓은 저해제의 표적이 되는 경우가 가장 많다.

## 기능
피루브산 탈수소효소 복합체(PDC)는 일반적인 대사에서 중심적인 역할을 하기 때문에 엄격하게 조절되어야 한다. 피루브산 탈수소효소 복합체 내에는 E1 성분에 인산화 부위인 3개의 세린 잔기가 있다. 이 인산화는 복합체를 비활성화시킨다. 사람에는 PDK1, PDK2, PDK3, PDK4의 3부위를 인산화하는 것으로 밝혀진 피루브산 탈수소효소 키네이스의 4가지 동질효소가 있다. PDK4는 부위 1과 부위 2만 인산화할 수 있기 때문에 촉매 시간당 가장 많은 인산기를 포함하지 않는다. PDK4의 인산화 속도는 PDK1보다 낮고, PDK3와 같으며, PDK2보다 빠르다. 보조 인자인 티아민 피로인산(TPP)이 결합되면 4가지 동질효소 모두에 의한 인산화 속도가 크게 영향을 받는다. 부위 1이 가장 크게 영향을 받아 비율이 크게 감소했다. 그러나 PDK4에 의한 전체적인 활성에는 영향을 미치지 않는다.

### 조절
중심 대사 경로의 중요한 단계의 주요 조절자로서 피루브산 탈수소효소 패밀리는 전사 인자인 Sp1 및 CAAT 박스 결합인자(CBF)를 포함한 수많은 인자에 의해 자체적으로 엄격하게 조절된다. 레티노산은 레티노산 수용체 패밀리 구성원이 PDK4 프로모터의 레티노산 반응요소(RARE)에 대한 전사 보조활성화인자를 모집할 수 있게 하여 PDK4의 전사를 증가시킨다. 트라이코스타틴 A(TSA)를 사용하여 억제성 히스톤 탈아세틸화효소(HDAC)를 저해함으로써 전사도 증가된다. 글리세롤 생합성 경로를 활성화시키는 것으로 알려진 티아졸리딘다이온인 로지글리타존은 백색지방조직에서 PDK4 mRNA 전사를 증가시키지만 간이나 근육 조직에서는 증가시키지 않는다. 파르네소이드 X 수용체(FXR)는 PDK4 발현을 증가시키고 피루브산 탈수소효소 복합체를 비활성화하여 해당과정을 억제하고 지방산의 산화를 증가시킨다. 인슐린과 같은 다른 요인은 PDK2 및 PDK4 mRNA 전사를 둘 다 직접적으로 하향 조절한다. 이는 제안된 포스파티딜이노시톨 3-키네이스(PI3K) 의존성 경로를 통해 수행된다. 실제로 세포가 덱사메타손에 노출되어 mRNA 발현을 증가시키더라도 인슐린은 이 효과를 차단한다. 퍼옥시좀 증식인자 활성화 수용체(PPAR)도 발현을 조절한다. PPAR 알파 및 델타는 PDK4 mRNA를 상향 조절하지만, PPAR 감마 활성화는 발현을 하향 조절하는 것으로 나타났다.

## 임상적 중요성
PDK4는 다양한 임상적 조건과 관련이 있다. 단기 단식은 PDK4 전사를 약 10배 정도 증가시키는 것을 유도한다. 재섭취 시 PDK4의 전사는 단식 시작 전의 수준보다 약 50배 더 증가했는데, 이는 놀라운 전망이었다. 이 효과는 장기적으로도 볼 수 있다. PDK4는 제2형 당뇨병의 골격근에서 과발현되어 포도당의 사용에 문제를 일으킨다. 비만 후 환자의 경우 포도당 섭취 증가와 함께 PDK4 mRNA 발현이 크게 감소한다. 이는 인슐린에 의한 PDK4의 하향 조절 때문일 가능성이 높다. 이는 유리 지방산의 낮은 가용성이 피루브산 탈수소효소 복합체의 조절에 의해 포도당 대사의 영향을 미친다는 개념을 확증한다. 실제로, 인슐린 저향성 개체에서 PDK mRNA의 불충분한 하향 조절은 PDK 발현 증가의 원인이 되어 포도당 산화 이상에 이어 지방산 산화 증가로 이어질 수 있는 것으로 나타났다.
운동은 이 유전자의 변화도 유도하는 것으로 나타났으며, 일시적인 변화는 여러 운동 세션에 걸쳐 누적 효과를 가질 수 있다. PPARGC1A와 함께 PDK4의 mRNA는 운동 후 두 가지 유형의 근육 조직 모두에서 증가한다.
이러한 대사 효과는 다른 조건에서도 볼 수 있다. 저산소증은 에스트로젠 관련 수용체(ERR) 감마 메커니즘을 통해 PDK4 유전자 발현을 유도하는 것으로 나타났다. 반대로, PDK4는 심부전 동안 심장 근육 조직에서 하향 조절된다.

### 암
이 유전자의 보편적인 역할은 암을 포함한 다양한 질병 병리에 관여하는 데 도움이 된다. 한 가지 대사 산물인 뷰티르산은 PDK4 유전자 주변의 히스톤의 과아세틸화를 유도한다. 이는 PDK4 mRNA의 더 큰 전사 수준과 연관되어 결장암종 세포에서 PDK4의 하향 조절을 역전시킨다. 사람의 결장암 세포에서 피루브산 탈수소효소 복합체를 표적화하고 비활성화하면 대사율이 제한되고 글루타민 대사가 조절되어 세포 생장이 부분적으로 억제된다. 그러나 PDK4는 CREB-RHEB-mTORC1 신호전달 캐스케이드라는 다른 경로를 통해 종양 발생과 증식을 촉진하는 것으로 나타났다.

## 같이 보기
- 피루브산 탈수소효소 키네이스 (PDK)
- 피루브산 탈수소효소 키네이스 1 (PDK1)
- 피루브산 탈수소효소 키네이스 2 (PDK2)
- 피루브산 탈수소효소 키네이스 3 (PDK3)

## 더 읽을거리
- Sugden MC, Holness MJ (May 2003). “Recent advances in mechanisms regulating glucose oxidation at the level of the pyruvate dehydrogenase complex by PDKs”. 《American Journal of Physiology. Endocrinology and Metabolism》 284 (5): E855–62. doi:10.1152/ajpendo.00526.2002. PMID 12676647.
- Kwon HS, Harris RA (2005). “Mechanisms responsible for regulation of pyruvate dehydrogenase kinase 4 gene expression”. 《Advances in Enzyme Regulation》 44: 109–21. doi:10.1016/j.advenzreg.2003.11.020. PMID 15581486.
- Maruyama K, Sugano S (Jan 1994). “Oligo-capping: a simple method to replace the cap structure of eukaryotic mRNAs with oligoribonucleotides”. 《Gene》 138 (1–2): 171–4. doi:10.1016/0378-1119(94)90802-8. PMID 8125298.
- Rowles J, Scherer SW, Xi T, Majer M, Nickle DC, Rommens JM, Popov KM, Harris RA, Riebow NL, Xia J, Tsui LC, Bogardus C, Prochazka M (Sep 1996). “Cloning and characterization of PDK4 on 7q21.3 encoding a fourth pyruvate dehydrogenase kinase isoenzyme in human”. 《The Journal of Biological Chemistry》 271 (37): 22376–82. doi:10.1074/jbc.271.37.22376. PMID 8798399.
- Suzuki Y, Yoshitomo-Nakagawa K, Maruyama K, Suyama A, Sugano S (Oct 1997). “Construction and characterization of a full length-enriched and a 5'-end-enriched cDNA library”. 《Gene》 200 (1–2): 149–56. doi:10.1016/S0378-1119(97)00411-3. PMID 9373149.
- Majer M, Popov KM, Harris RA, Bogardus C, Prochazka M (Oct 1998). “Insulin downregulates pyruvate dehydrogenase kinase (PDK) mRNA: potential mechanism contributing to increased lipid oxidation in insulin-resistant subjects”. 《Molecular Genetics and Metabolism》 65 (2): 181–6. doi:10.1006/mgme.1998.2748. PMID 9787110.
- Pilegaard H, Ordway GA, Saltin B, Neufer PD (Oct 2000). “Transcriptional regulation of gene expression in human skeletal muscle during recovery from exercise”. 《American Journal of Physiology. Endocrinology and Metabolism》 279 (4): E806–14. doi:10.1152/ajpendo.2000.279.4.e806. PMID 11001762. S2CID 1008940.
- Kolobova E, Tuganova A, Boulatnikov I, Popov KM (Aug 2001). “Regulation of pyruvate dehydrogenase activity through phosphorylation at multiple sites”. 《The Biochemical Journal》 358 (Pt 1): 69–77. doi:10.1042/0264-6021:3580069. PMC 1222033. PMID 11485553.
- Korotchkina LG, Patel MS (Oct 2001). “Site specificity of four pyruvate dehydrogenase kinase isoenzymes toward the three phosphorylation sites of human pyruvate dehydrogenase”. 《The Journal of Biological Chemistry》 276 (40): 37223–9. doi:10.1074/jbc.M103069200. PMID 11486000.
- Peters SJ, Harris RA, Wu P, Pehleman TL, Heigenhauser GJ, Spriet LL (Dec 2001). “Human skeletal muscle PDH kinase activity and isoform expression during a 3-day high-fat/low-carbohydrate diet”. 《American Journal of Physiology. Endocrinology and Metabolism》 281 (6): E1151–8. doi:10.1152/ajpendo.2001.281.6.e1151. PMID 11701428. S2CID 22798857.
- Tuganova A, Boulatnikov I, Popov KM (Aug 2002). “Interaction between the individual isoenzymes of pyruvate dehydrogenase kinase and the inner lipoyl-bearing domain of transacetylase component of pyruvate dehydrogenase complex”. 《The Biochemical Journal》 366 (Pt 1): 129–36. doi:10.1042/BJ20020301. PMC 1222743. PMID 11978179.
- Razeghi P, Young ME, Ying J, Depre C, Uray IP, Kolesar J, Shipley GL, Moravec CS, Davies PJ, Frazier OH, Taegtmeyer H (2002). “Downregulation of metabolic gene expression in failing human heart before and after mechanical unloading”. 《Cardiology》 97 (4): 203–9. doi:10.1159/000063122. PMID 12145475. S2CID 46861699.
- Boulatnikov I, Popov KM (Feb 2003). “Formation of functional heterodimers by isozymes 1 and 2 of pyruvate dehydrogenase kinase”. 《Biochimica et Biophysica Acta (BBA) - Proteins and Proteomics》 1645 (2): 183–92. doi:10.1016/S1570-9639(02)00542-3. PMID 12573248.
- Rosa G, Di Rocco P, Manco M, Greco AV, Castagneto M, Vidal H, Mingrone G (Feb 2003). “Reduced PDK4 expression associates with increased insulin sensitivity in postobese patients”. 《Obesity Research》 11 (2): 176–82. doi:10.1038/oby.2003.28. PMID 12582211.
- Pilegaard H, Saltin B, Neufer PD (Mar 2003). “Effect of short-term fasting and refeeding on transcriptional regulation of metabolic genes in human skeletal muscle”. 《Diabetes》 52 (3): 657–62. doi:10.2337/diabetes.52.3.657. PMID 12606505.